# Приймач (фізична система, пристрій)
Приймач — фізична система або пристрій, прилад, який приймає повідомлення або сигнали. Приймачі застосовуються в радіотехніці та телемеханіці для прийому сигналів, мовлення, музики, зображень тощо. Приймач, призначений для виділення, посилення і перетворення корисного радіосигналу певній лінії частот називається радіоприймачем.
Фізична система, яка приймає повідомлення, називається приймачем інформації. За наявності перешкод на вході приймача повідомлення на виході того ж приймача буде відтворюватися зі спотвореннями. Приймач, спотворення якого мінімальні, називається оптимальним приймачем.